# Campeonato Europeo de Ciclocrós de 2006
El IV Campeonato Europeo de Ciclocrós se celebró en Huijbergen (Países Bajos) el 8 de noviembre de 2006 bajo la organización de la Unión Europea de Ciclismo (UEC) y la Federación Neerlandesa de Ciclismo.

## Medallistas
| Evento   | Oro                                 | Plata                        | Bronce                      |
| -------- | ----------------------------------- | ---------------------------- | --------------------------- |
| Femenino | Daphny van den Brand · Países Bajos | Hanka Kupfernagel · Alemania | Marianne Vos · Países Bajos |

### Femenino
| Puesto            | Ciclista               | País         | Tiempo |
| ----------------- | ---------------------- | ------------ | ------ |
| Medalla de oro    | Daphny van den Brand   | Países Bajos | 36:57  |
| Medalla de plata  | Hanka Kupfernagel      | Alemania     | 38:14  |
| Medalla de bronce | Marianne Vos           | Países Bajos | 38:38  |
| 4                 | Birgit Hollmann        | Alemania     | 38:47  |
| 5                 | Reza Hormes-Ravenstijn | Países Bajos | 38:52  |
| 6                 | Helen Wyman            | Reino Unido  | 38:57  |
| 7                 | Maryline Salvetat      | Francia      | 39:08  |
| 8                 | Laurence Leboucher     | Francia      | 39:24  |

| Predecesor: Pontchâteau 2005 Francia | Campeonato Europeo de Ciclocrós IV edición | Sucesor: · Hittnau 2007 · Suiza |

- Datos: Q3652592